# Aldrichimica Acta
Aldrichimica Acta (abreviatura Aldrichimica Acta) és una important revista científica dedicada a la química orgànica, bioquímica, química organometàl·lica i química inorgànica. És publicada des del 1968 per l'empresa Sigma-Aldrich. El seu factor d'impacte és 17,083 el 2014 quant a química orgànica. Ocupa la 1a posició de qualitat de revistes dedicades a la química orgànica en el rànquing SCImago.
Aldrichimica Acta és una revista, de subscripció gratuïta, amb un factor d'impacte molt alt en el camp de la química orgànica. Els articles de revisió, escrits pels químics de tot el món, abasten una varietat de temes en els camps de la síntesi orgànica, organometàl·lica, bio-orgànica o química inorgànica.